# Saint-Cernin (Cantal)
Pour les articles homonymes, voir Saint-Cernin.
Pour l’article ayant un titre homophone, voir Saint-Sernin.
Saint-Cernin est une commune française située dans le département du Cantal, en région d'Auvergne-Rhône-Alpes.
Elle comprend le territoire de l'ancienne commune de Saint-Martin-de-Valois, appelée, plus anciennement, Saint-Martin-lez-Tournemire, depuis 1826.

## Géographie

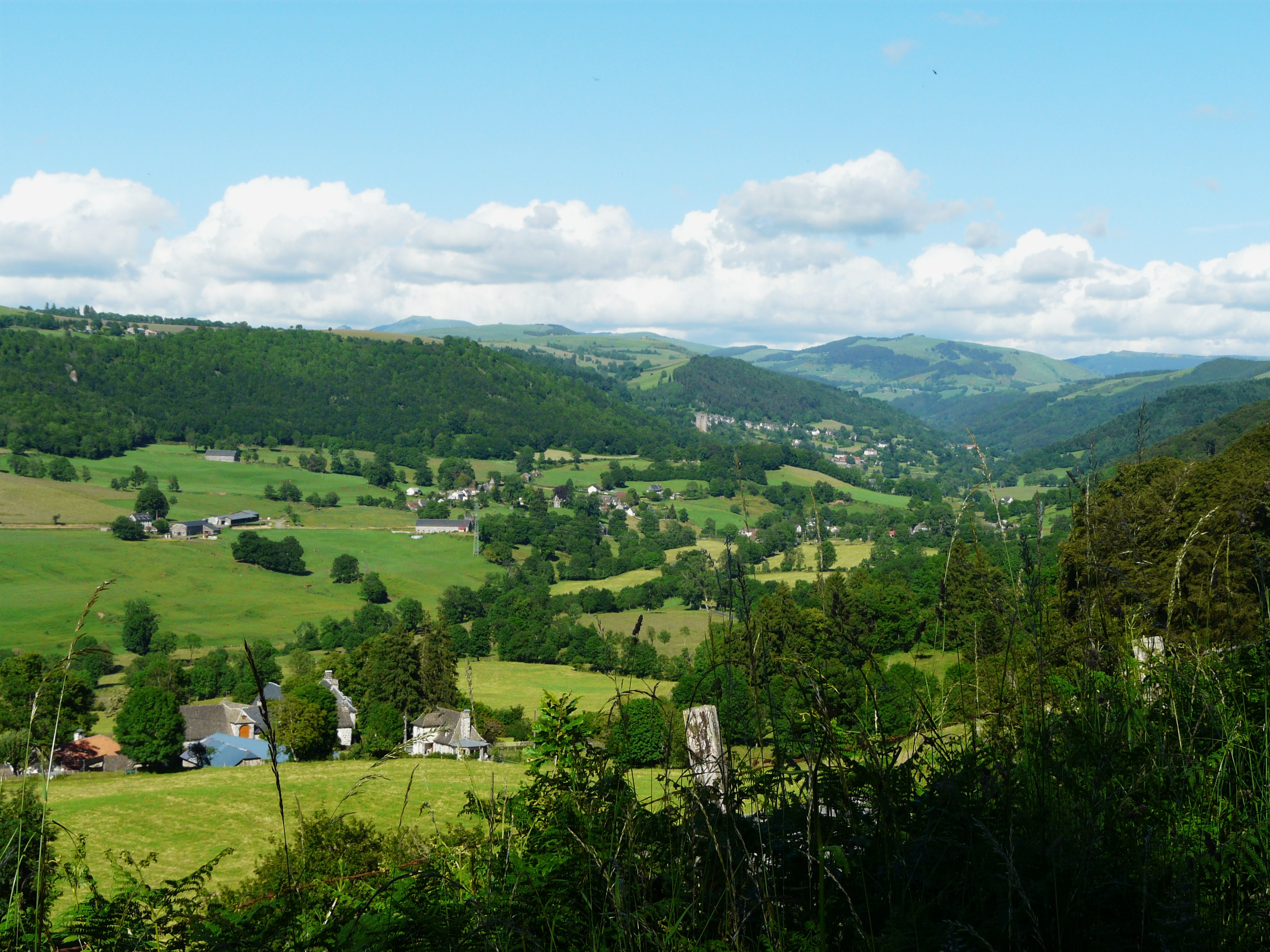
La vallée de la Doire à Saint-Cernin.

Saint-Cernin est une commune située au nord du Cantal dans le pays de Salers. Elle est arrosée par la Doire et le ruisseau de Cautrunes.

### Localisation
La commune de Saint-Cernin se trouve dans le département du Cantal, en région Auvergne-Rhône-Alpes.
Elle se situe à 19 km par la route d'Aurillac, préfecture du département, et à 15 km de Naucelles, bureau centralisateur du canton de Naucelles dont dépend la commune depuis 2015 pour les élections départementales.
Les communes les plus proches sont : 
Saint-Chamant (3,9 km), Tournemire (4,8 km), Saint-Cirgues-de-Malbert (4,9 km), Freix-Anglards (4,9 km), Girgols (5,3 km), Saint-Martin-Valmeroux (6,6 km), Besse (7,0 km), Sainte-Eulalie (7,5 km).
Saint-Cernin est limitrophe de neuf autres communes.
| Saint-Cirgues-de-Malbert | Saint-Chamant | Saint-Projet-de-Salers |
| Saint-Illide             | Saint-Cernin  | Tournemire, Girgols    |
| Freix-Anglards           | Jussac        | Marmanhac              |

### Climat
Pour des articles plus généraux, voir Climat d'Auvergne-Rhône-Alpes et Climat du Cantal.
En 2010, le climat de la commune est de type climat de montagne, selon une étude du CNRS s'appuyant sur une série de données couvrant la période 1971-2000. En 2020, Météo-France publie une typologie des climats de la France métropolitaine dans laquelle la commune est exposée à un climat de montagne ou de marges de montagne et est dans la région climatique Ouest et nord-ouest du Massif Central, caractérisée par une pluviométrie annuelle de 900 à 1 500 mm, maximale en automne et en hiver.
Pour la période 1971-2000, la température annuelle moyenne est de 9,6 °C, avec une amplitude thermique annuelle de 15,4 °C. Le cumul annuel moyen de précipitations est de 1 315 mm, avec 12,6 jours de précipitations en janvier et 8,3 jours en juillet. Pour la période 1991-2020, la température moyenne annuelle observée sur la station météorologique de Météo-France la plus proche, sur la commune de Marmanhac à 8 km à vol d'oiseau, est de 10,6 °C et le cumul annuel moyen de précipitations est de 1 461,7 mm,. Pour l'avenir, les paramètres climatiques de la commune estimés pour 2050 selon différents scénarios d'émission de gaz à effet de serre sont consultables sur un site dédié publié par Météo-France en novembre 2022.

## Urbanisme

### Typologie
Au 1er janvier 2024, Saint-Cernin est catégorisée commune rurale à habitat très dispersé, selon la nouvelle grille communale de densité à 7 niveaux définie par l'Insee en 2022.
Elle est située hors unité urbaine. Par ailleurs la commune fait partie de l'aire d'attraction d'Aurillac, dont elle est une commune de la couronne,. Cette aire, qui regroupe 85 communes, est catégorisée dans les aires de 50 000 à moins de 200 000 habitants,.

### Occupation des sols
L'occupation des sols de la commune, telle qu'elle ressort de la base de données européenne d’occupation biophysique des sols Corine Land Cover (CLC), est marquée par l'importance des territoires agricoles (72,6 % en 2018), en augmentation par rapport à 1990 (71,2 %). La répartition détaillée en 2018 est la suivante : 
prairies (59 %), forêts (23,9 %), zones agricoles hétérogènes (13,6 %), milieux à végétation arbustive et/ou herbacée (2,5 %), zones urbanisées (1 %). L'évolution de l’occupation des sols de la commune et de ses infrastructures peut être observée sur les différentes représentations cartographiques du territoire : la carte de Cassini (XVIIIe siècle), la carte d'état-major (1820-1866) et les cartes ou photos aériennes de l'IGN pour la période actuelle (1950 à aujourd'hui).

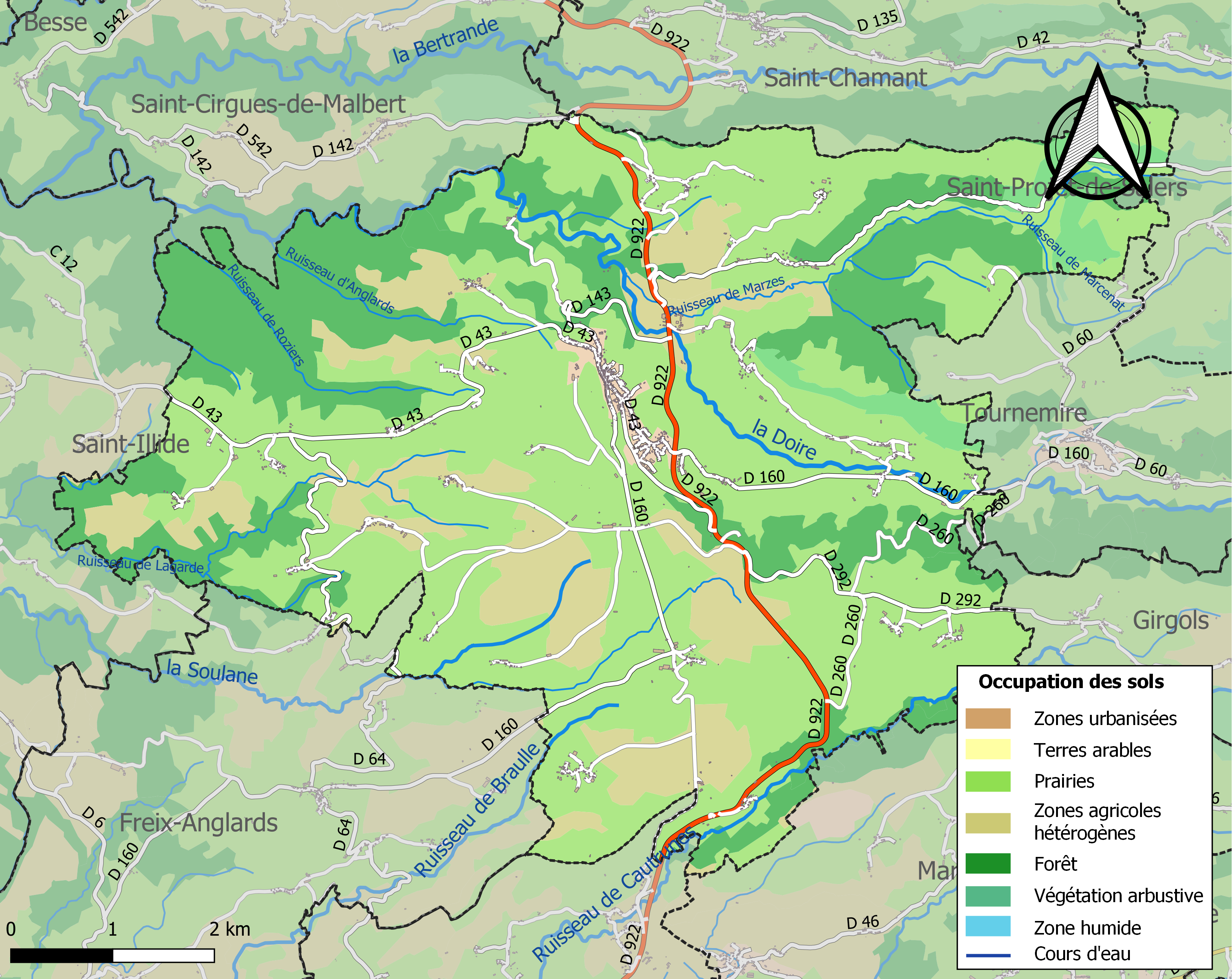
Carte des infrastructures et de l'occupation des sols de la commune en 2018 (CLC).

### Habitat et logement
En 2018, le nombre total de logements dans la commune était de 685, alors qu'il était de 697 en 2013 et de 672 en 2008.
Parmi ces logements, 70,5 % étaient des résidences principales, 18,3 % des résidences secondaires et 11,2 % des logements vacants. Ces logements étaient pour 86,7 % d'entre eux des maisons individuelles et pour 12,6 % des appartements.
Le tableau ci-dessous présente la typologie des logements à Saint-Cernin en 2018 en comparaison avec celle du Cantal et de la France entière. Une caractéristique marquante du parc de logements est ainsi une proportion de résidences secondaires et logements occasionnels (18,3 %) inférieure à celle du département (20,4 %) mais supérieure à celle de la France entière (9,7 %). Concernant le statut d'occupation de ces logements, 74,9 % des habitants de la commune sont propriétaires de leur logement (72,5 % en 2013), contre 70,4 % pour le Cantal et 57,5 pour la France entière.
| Typologie                                               | Saint-Cernin | Cantal | France entière |
| ------------------------------------------------------- | ------------ | ------ | -------------- |
| Résidences principales (en %)                           | 70,5         | 67,7   | 82,1           |
| Résidences secondaires et logements occasionnels (en %) | 18,3         | 20,4   | 9,7            |
| Logements vacants (en %)                                | 11,2         | 11,9   | 8,2            |

## Histoire

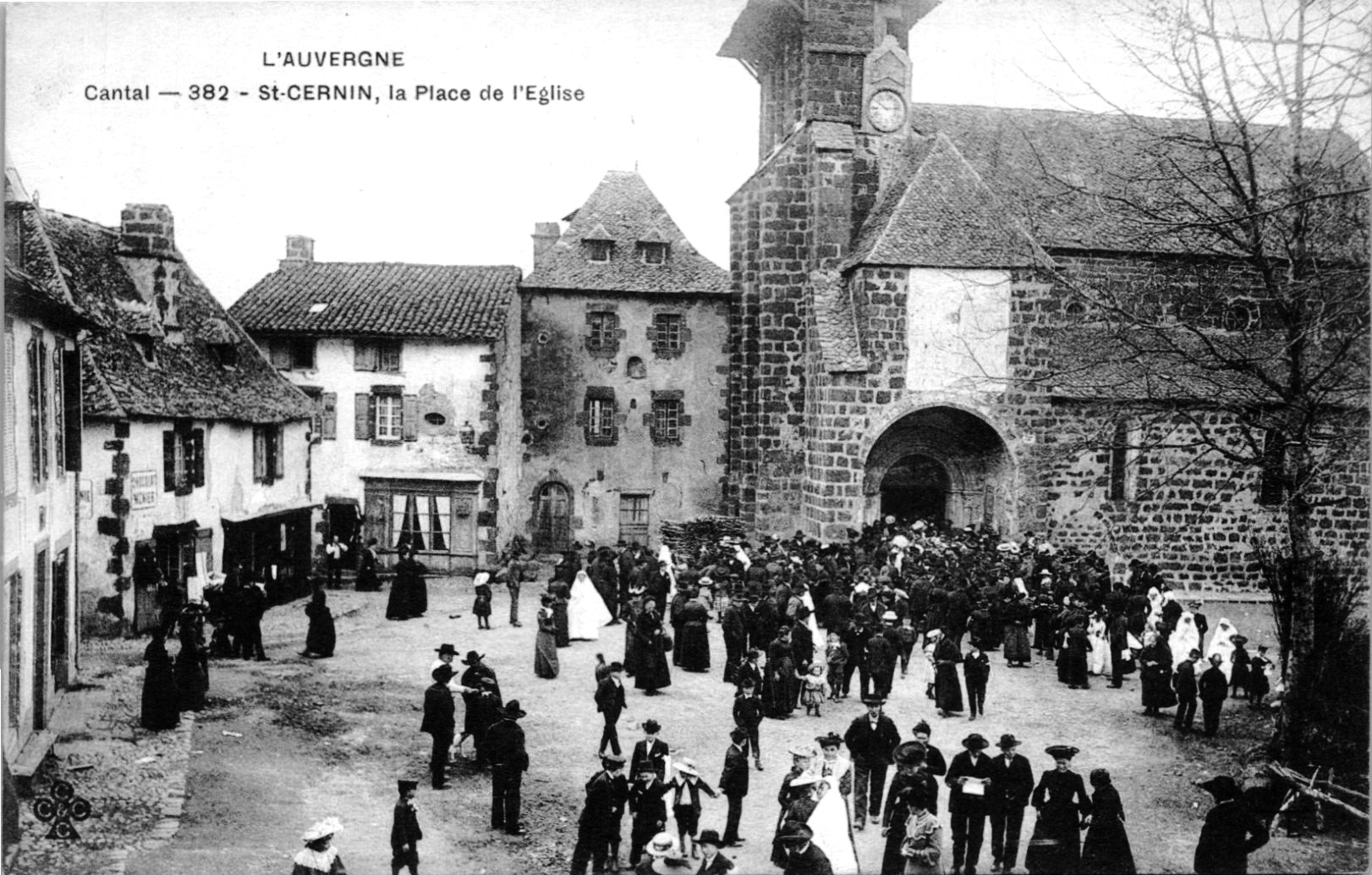
Sortie de messe entre 1905 et 1910

### Antiquité
En 1842, des fouilles sur le Puy-Cantarel révèlent notamment des bracelets et colliers gaulois en bronze.

### Révolution française et Empire
Le décret de l'Assemblée Nationale du 12 novembre 1789 décrète « il y aura une municipalité dans chaque ville, bourg, paroisse ou communauté de campagne ». La municipalité de Saint Cernin est rattachée au canton de Saint Cernin et au district d'Aurillac. Le terme « commune », au sens de l’administration territoriale actuelle, est imposé par le décret de la Convention nationale du 10 brumaire an II (31 octobre 1793) : « La Convention nationale, sur la proposition d’un membre, décrète que toutes les dénominations de ville, bourg ou village sont supprimées et que celle de commune leur est substituée ». Ainsi la municipalité de Saint Cernin devient formellement « commune de Saint-Cernin » en 1793.
Les cantons sont supprimés, en tant que découpage administratif, par une loi du 26 juin 1793, et ne conservent qu'un rôle électoral, permettant l’élection des électeurs du second degré chargés de désigner les députés,. La Constitution du 5 fructidor an III, appliquée à partir de vendémiaire an IV (1795) supprime les districts, considérés comme des rouages administratifs liés à la Terreur, mais maintient les cantons qui acquièrent dès lors plus d'importance en retrouvant une fonction administrative. Saint-Cernin est alors rattachée au Canton de Saint-Cernin et à l'Arrondissement d'Aurillac par arrêté du 9 vendémiaire an X (1er octobre 1801),. Cette organisation va rester inchangée pendant près de 150 ans.

### Époque  contemporaine
En 1826, Saint-Cernin absorbe Saint-Martin-de-Valois et en 1839, Freix-Anglards est érigée en commune par démembrement de Saint-Cernin.

## Politique et administration

### Découpage territorial
La commune de Saint-Cernin est membre de la communauté de communes du Pays de Salers, un établissement public de coopération intercommunale (EPCI) à fiscalité propre créé le 19 décembre 2003 dont le siège est à Salers. Ce dernier est par ailleurs membre d'autres groupements intercommunaux.
Sur le plan administratif, elle est rattachée à l'arrondissement d'Aurillac, au département du Cantal, en tant que circonscription administrative de l'État, et à la région Auvergne-Rhône-Alpes.
Sur le plan électoral, elle dépend du canton de Naucelles pour l'élection des conseillers départementaux, depuis le redécoupage cantonal de 2014 entré en vigueur en 2015, et de la première circonscription du Cantal  pour les élections législatives, depuis le redécoupage électoral de 1986.

### Élections municipales et communautaires

#### Élections de 2020
Le conseil municipal de Saint-Cernin, commune de plus de 1 000 habitants, est élu au scrutin proportionnel de liste à deux tours (sans aucune modification possible de la liste), pour un mandat de six ans renouvelable. Compte tenu de la population communale, le nombre de sièges à pourvoir lors des élections municipales de 2020 est de 15. Les quinze conseillers municipaux sont élus au premier tour avec un taux de participation de 41,8 %, issus de la seule liste candidate, conduite par André Dujols. André Dujols, maire sortant, est réélu pour un nouveau mandat le 27 mai 2020.
Les cinq sièges attribués à la commune au sein du conseil communautaire de la communauté de communes du Pays de Salers sont alloués à la liste d'André Dujols.

#### Liste des maires
| Période                                  | Période                   | Identité      | Étiquette | Qualité                              |
| ---------------------------------------- | ------------------------- | ------------- | --------- | ------------------------------------ |
| Les données manquantes sont à compléter. |                           |               |           |                                      |
| 1925                                     | octobre 1941              | Joseph Mas    | Rad.      | révoqué par le Gouvernement de Vichy |
| 1945                                     | 1953                      | Joseph Mas    | Rad.      | Conseiller général                   |
| mars 2001                                | mars 2008                 | Gilbert Claux |           | médecin                              |
| mars 2008                                | avril 2014                | Noël Delourme |           |                                      |
| avril 2014                               | En cours (au 4 juin 2020) | André Dujols  | DVG       | artisan                              |

## Population et société

### Démographie

#### Évolution démographique
L'évolution du nombre d'habitants est connue à travers les recensements de la population effectués dans la commune depuis 1793. Pour les communes de moins de 10 000 habitants, une enquête de recensement portant sur toute la population est réalisée tous les cinq ans, les populations de référence des années intermédiaires étant quant à elles estimées par interpolation ou extrapolation. Pour la commune, le premier recensement exhaustif entrant dans le cadre du nouveau dispositif a été réalisé en 2006.

En 2022, la commune comptait 1 047 habitants, en évolution de −2,42 % par rapport à 2016 (Cantal : −1,08 %, France hors Mayotte : +2,11 %).
| 1793  | 1800  | 1806  | 1821  | 1831  | 1836  | 1841  | 1846  | 1851  |
| ----- | ----- | ----- | ----- | ----- | ----- | ----- | ----- | ----- |
| 2 500 | 2 734 | 2 492 | 2 466 | 3 180 | 4 085 | 3 046 | 3 167 | 2 848 |

| 1856  | 1861  | 1866  | 1872  | 1876  | 1881  | 1886  | 1891  | 1896  |
| ----- | ----- | ----- | ----- | ----- | ----- | ----- | ----- | ----- |
| 2 890 | 2 795 | 2 633 | 2 583 | 2 319 | 2 315 | 2 318 | 2 145 | 2 157 |

| 1901  | 1906  | 1911  | 1921  | 1926  | 1931  | 1936  | 1946  | 1954  |
| ----- | ----- | ----- | ----- | ----- | ----- | ----- | ----- | ----- |
| 2 184 | 2 089 | 2 052 | 1 753 | 1 729 | 1 716 | 1 731 | 1 729 | 1 633 |

| 1962  | 1968  | 1975  | 1982  | 1990  | 1999  | 2006  | 2011  | 2016  |
| ----- | ----- | ----- | ----- | ----- | ----- | ----- | ----- | ----- |
| 1 677 | 1 448 | 1 314 | 1 245 | 1 164 | 1 128 | 1 068 | 1 086 | 1 073 |

| 2021  | 2022  | - | - | - | - | - | - | - |
| ----- | ----- | - | - | - | - | - | - | - |
| 1 055 | 1 047 | - | - | - | - | - | - | - |

#### Pyramide des âges
La population de la commune est plus jeune que celle du département. En 2021, le taux de personnes d'un âge inférieur à 30 ans s'élève à 28,4 %, soit un taux supérieur à la moyenne départementale (26,5 %). À l'inverse, le taux de personnes d'un âge supérieur à 60 ans (33,1 %) est inférieur au taux départemental (36,6 %).
En 2021, la commune comptait 534 hommes pour 521 femmes, soit un taux de 50,62 % d'hommes, supérieur au taux départemental (48,9 %).
Les pyramides des âges de la commune et du département s'établissent comme suit :
| Hommes | Classe d’âge | Femmes |
| ------ | ------------ | ------ |
| 0,6    | 90 ou +      | 2,1    |
| 8,3    | 75-89 ans    | 12,2   |
| 22,4   | 60-74 ans    | 20,5   |
| 20,7   | 45-59 ans    | 22,2   |
| 16,9   | 30-44 ans    | 17,3   |
| 15,9   | 15-29 ans    | 11,6   |
| 15,1   | 0-14 ans     | 14,1   |

| Hommes | Classe d’âge | Femmes |
| ------ | ------------ | ------ |
| 1,2    | 90 ou +      | 3,1    |
| 10,1   | 75-89 ans    | 13,5   |
| 22,9   | 60-74 ans    | 22,6   |
| 21,8   | 45-59 ans    | 20,5   |
| 16,1   | 30-44 ans    | 15,2   |
| 13,8   | 15-29 ans    | 11,9   |
| 14,2   | 0-14 ans     | 13,3   |

### Enseignement
Il existe un collège depuis les années 1950, d'abord CEG, il a ensuite adopté le nom d'Henri-Mondor, chirurgien natif de la commune.

## Économie

### Revenus
En 2018, la commune compte 469 ménages fiscaux, regroupant 1 004 personnes. La médiane du revenu disponible par unité de consommation est de 19 490 € (20 510 € dans le département).

### Emploi
|                | 2008  | 2013  | 2018  |
| -------------- | ----- | ----- | ----- |
| Commune        | 3,7 % | 3,4 % | 5,8 % |
| Département    | 5,6 % | 6,5 % | 6,4 % |
| France entière | 8,3 % | 10 %  | 10 %  |

En 2018, la population âgée de 15 à 64 ans s'élève à 654 personnes, parmi lesquelles on compte 82,9 % d'actifs (77,1 % ayant un emploi et 5,8 % de chômeurs) et 17,1 % d'inactifs,. Depuis 2008, le taux de chômage communal (au sens du recensement) des 15-64 ans est inférieur à celui de la France et du département.
La commune fait partie de la couronne de l'aire d'attraction d'Aurillac, du fait qu'au moins 15 % des actifs travaillent dans le pôle,. Elle compte 426 emplois en 2018, contre 438 en 2013 et 399 en 2008. Le nombre d'actifs ayant un emploi résidant dans la commune est de 506, soit un indicateur de concentration d'emploi de 84,2 % et un taux d'activité parmi les 15 ans ou plus de 60,8 %.
Sur ces 506 actifs de 15 ans ou plus ayant un emploi, 236 travaillent dans la commune, soit 47 % des habitants. Pour se rendre au travail, 74,9 % des habitants utilisent un véhicule personnel ou de fonction à quatre roues, 1,4 % les transports en commun, 12,3 % s'y rendent en deux-roues, à vélo ou à pied et 11,5 % n'ont pas besoin de transport (travail au domicile).

## Culture locale et patrimoine

### Lieux et monuments
- Le bourg de Saint-Cernin avec ses vieilles maisons et ses châteaux ;
- l'église Saint-Cernin des XVe et XVIIIe siècles[35] et son clocher-peigne massif ; également désignée Église Saint-Saturnin[36]
- le château de Faussanges du XVIIIe – XIXe siècle[37] ;
- le château du Cambon des XIVe et XVIIIe siècles[38] ;
- le château du Cros ;
- le château de Bournazel, avec un moulin sur la Doire ;
- le château d'Ourzeaux ;
- le château de Ragheaud des XVe et XVIIIe siècles[39] ;
- les anciens fiefs nobles de Monteil et du Puech de Frayssinet, situés sur l'ancienne paroisse de Saint-Martin-lez-Tournemire, qui appartenaient à la famille de Pestels ;
- la tour de Marzes du XIIIe siècle[40].

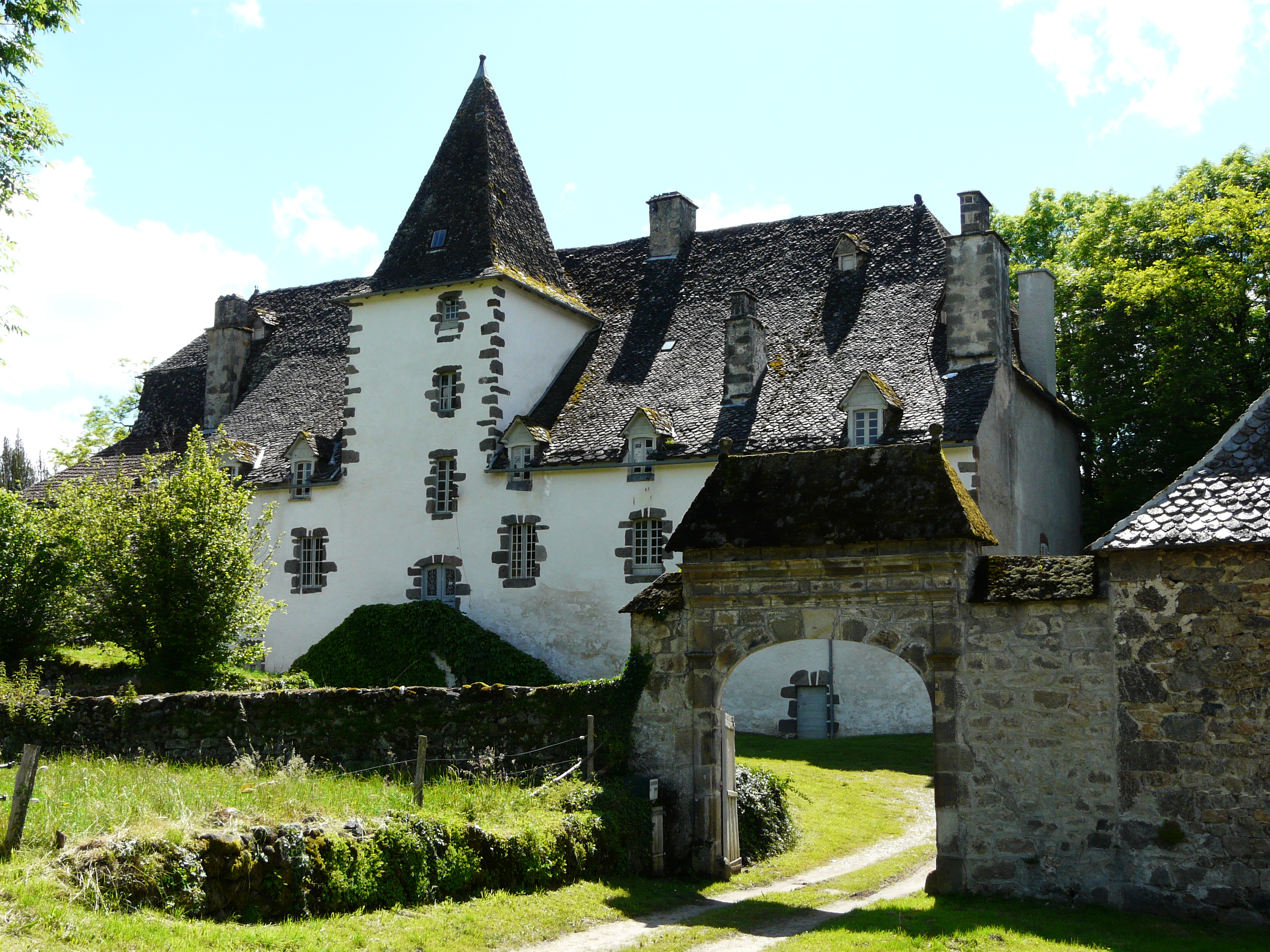
Le château du Cambon.
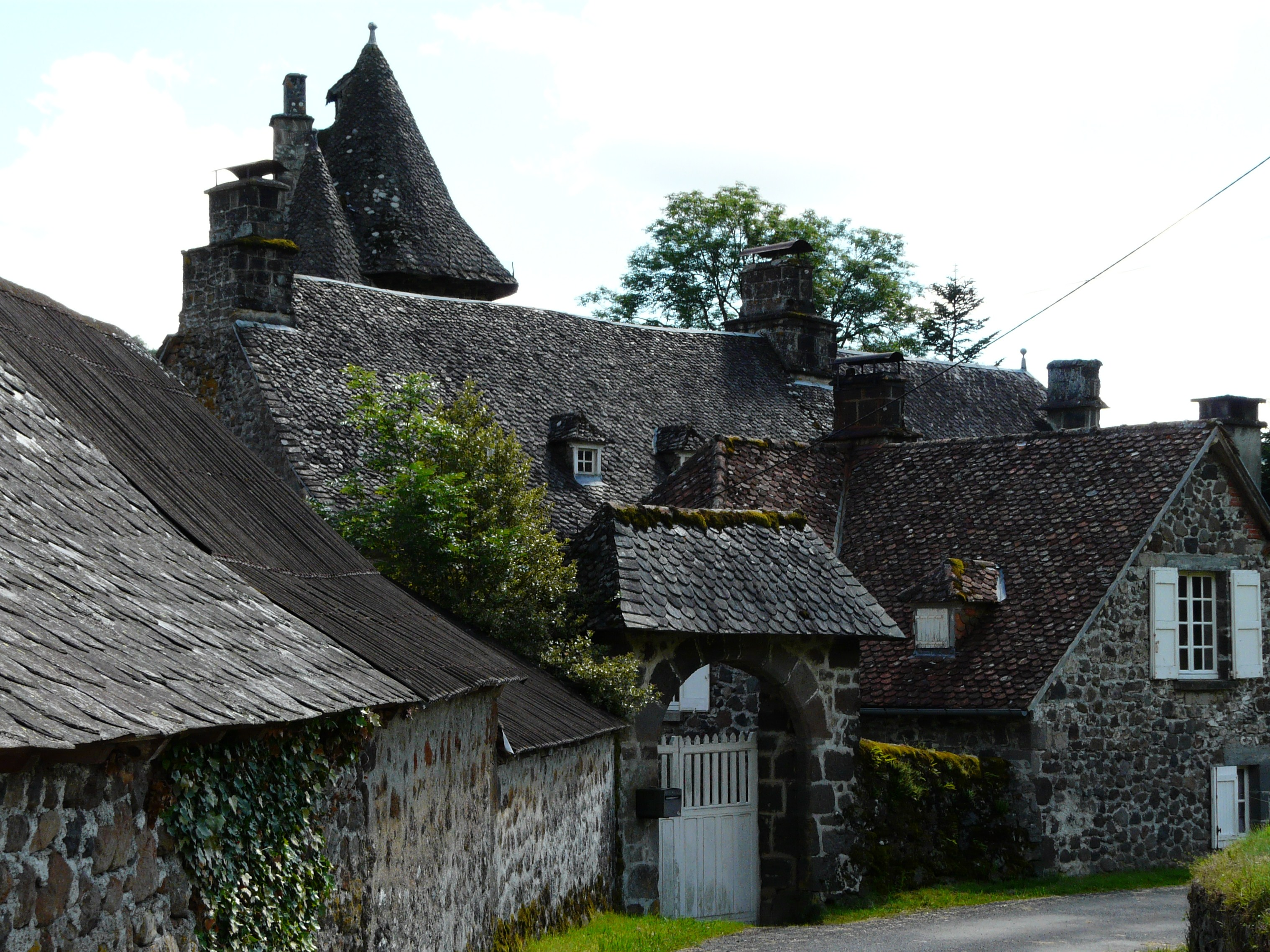
Le château de Cros.
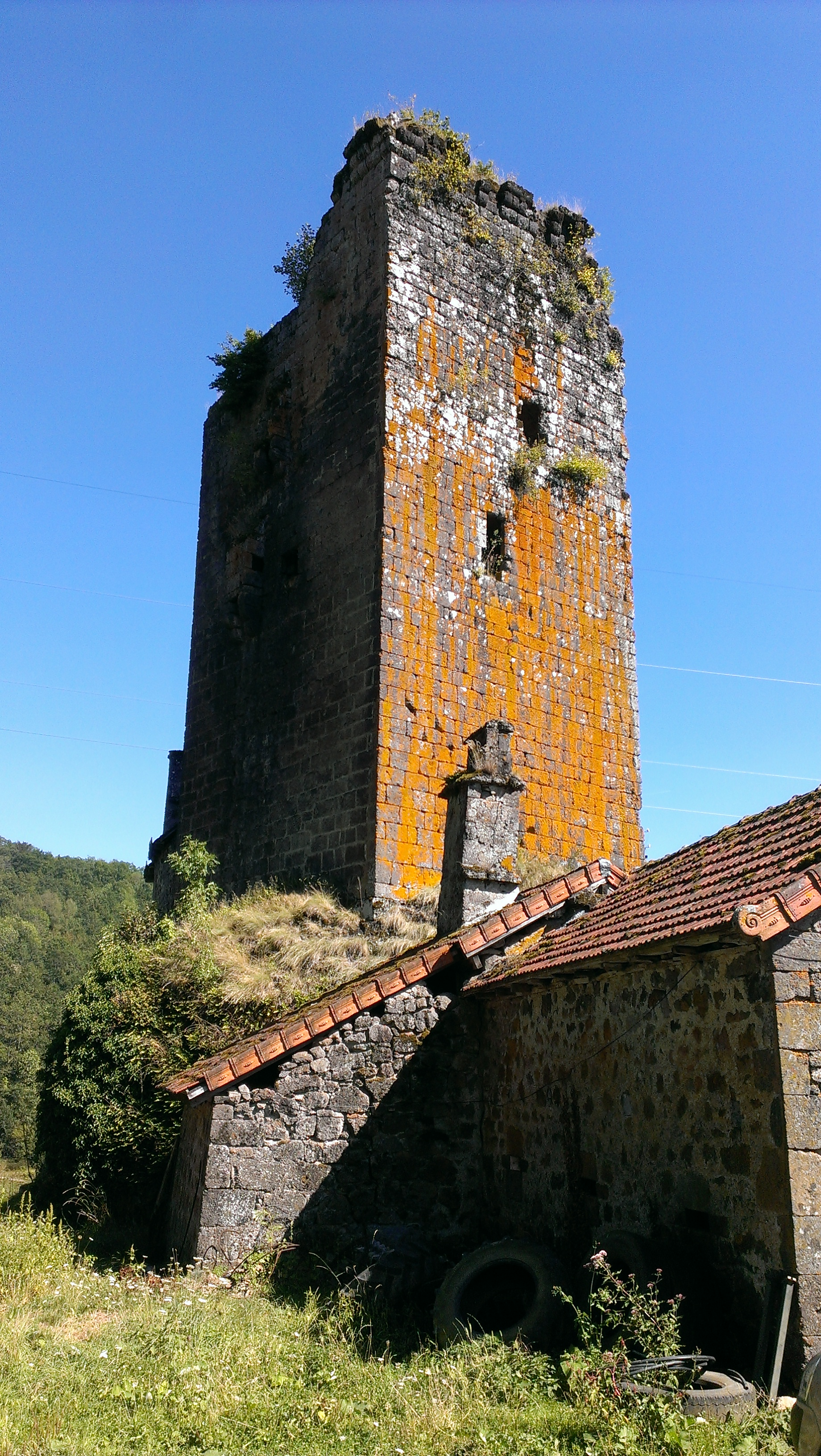
La tour de Marzes.
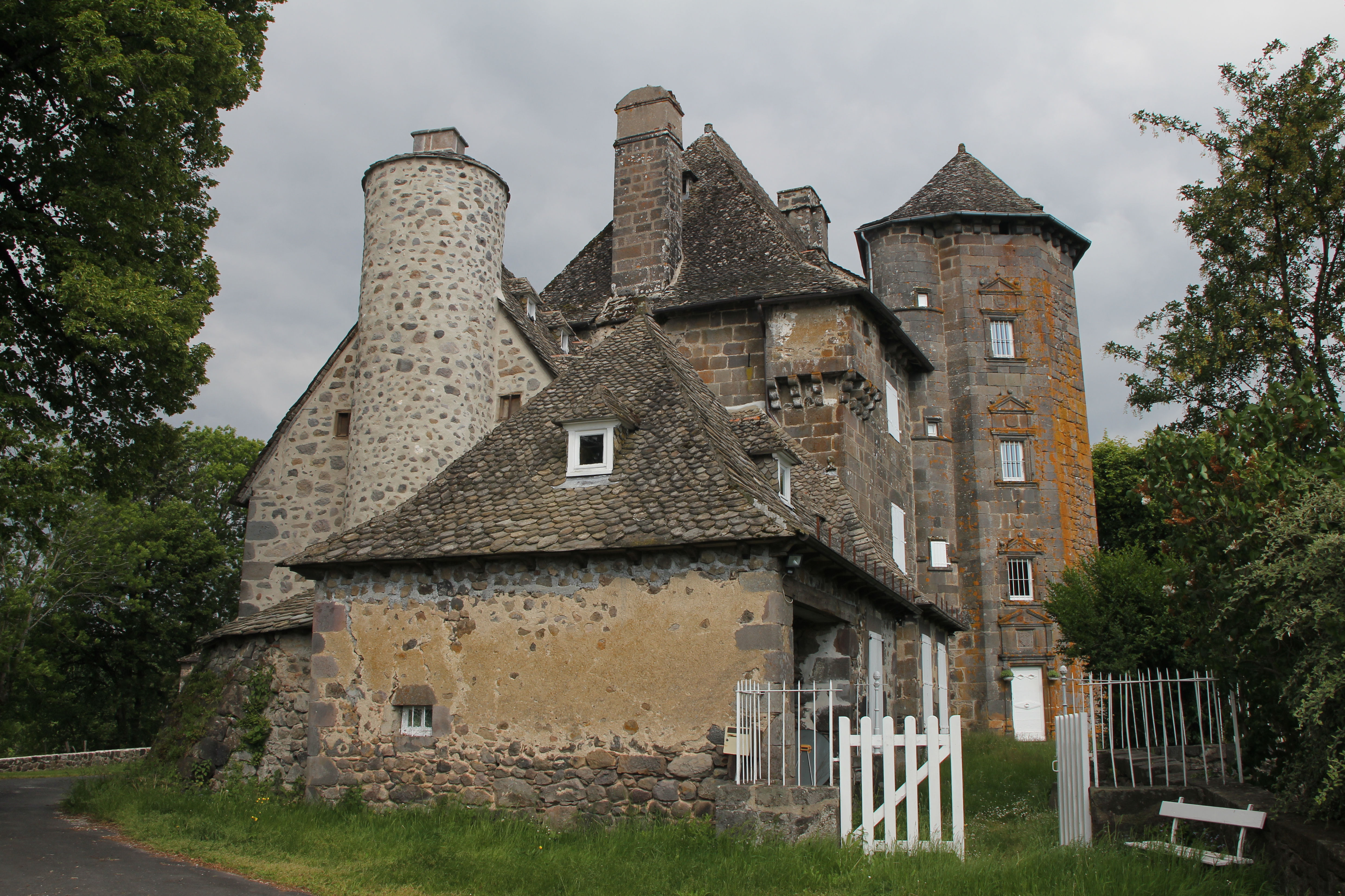
Le château de Ragheaud.

### Personnalités liées à la commune
- Édouard Marty (1851-1913), peintre né à Lavergne, hameau de Tournemire, a été juge de paix à Saint-Cernin.
- Henri Mondor (1885-1962), chirurgien, académicien, est né à Saint-Cernin.
- Jean Vezole (1923-2014), écrivain occitaniste, y a vécu.
- Émile de Curton (1908-1993), Français Libre et diplomate, y est né.

### Héraldique
| Blason de Saint-Cernin | Blason  | D'or à la tour de gueules maçonnée de sable, ouverte du champ et chargée d'un lion du même, accostée de deux étoiles d'azur. |
| Blason de Saint-Cernin | Détails | Le statut officiel du blason reste à déterminer.                                                                             |